# Saison 1942-1943 de la Juventus FC
Maillots
Chronologie
Saison précédente Saison suivante
La saison 1942-1943 de la Juventus-Cisitalia est la quarante-et-unième de l'histoire du club, créé quarante-six ans plus tôt en 1897.
L'équipe de Turin prend part à la 43e édition du championnat d'Italie (14e de Serie A), ainsi qu'à la 9e édition de la Coupe d'Italie (en italien Coppa Italia).

## Historique
La Juventus du président Piero Dusio doit au cours de cette réagir en Serie A, pour faire mieux que la décevante 6e place de la saison précédente, pour espérer se réinstaller parmi les meilleurs clubs transalpins.
L'intérimaire Luis Monti qui avait pris les rênes du club à la mi-saison dernière passe le relais à Felice Borel, qui devient le 5e entraîneur-joueur de l'histoire du club.
Mario Varglien, capitaine du club depuis 1938, quitte le club et laisse donc son brassard à l'arrière gauche Pietro Rava, au club depuis 8 ans (formé par la Vieille Dame).
La Juventus qui se doit d'être à nouveau compétitive acquiert au cours de cette saison un nouveau gardien de but, le portier Lucidio Sentimenti (le frère de Vittorio), et un défenseur, Pietro Sforzin. Le milieu de terrain est quant à lui enrichit par le retour au club de Francesco Capocasale et par les arrivées de Pietro Magni et d'Aldo Marelli, tandis que l'attaque piémontaise voit arriver en son sein l'emblématique double-champion du monde milanais Giuseppe Meazza (considéré comme l'un des meilleurs joueurs italiens de tous les temps), ainsi que Mario Ventimiglia.
Le dimanche 4 octobre 1942, la Juventus commence sa saison à domicile lors d'une partie contre le Milan, se terminant sur un score de un but partout (but de Sentimenti III), le même score que la semaine suivante (contre Venise avec un but de Borel). Lors de la 3e journée, Madama se fait écraser chez elle lors du derby della Mole (il s'agit du 50e « derby turinois » de l'histoire en championnat) contre le Torino 5-2 (malgré des buts juventini de Bellini et Sentimenti III sur penalty) et ne gagne son premier succès de la saison que deux semaines plus tard le 1er novembre, 5 à 1 contre l'Atalanta (réalisations de Borel, Ventimiglia, Locatelli, Sentimenti III, Bellini). Lors de la 8e journée, le club bianconero entame enfin une série de victoires (3 succès d'affilée) stoppée le 13 décembre 1-1 contre Triestina au Stadio Littorio avec un but de Sentimenti III pour la Juve, qui se rattrape et termine ensuite en grande pompe sa fin d'année avec deux victoires.
Durant l'hiver 1942, à la suite des conséquences de la Seconde Guerre mondiale dont l'Italie fasciste est impliquée, la ville de Turin est fortement bombardée par les Alliés (devenue une cible en raison de sa production industrielle, dont la Fiat des Agnelli, qui produisait des avions, des chars et des automobiles pour l'effort de guerre de l'Axe). Pour des raisons de sécurités, la Juventus, pour pouvoir continuer à s'entraîner, est alors transférée dans la ville d'Alba dans la province de Coni dans le sud du Piémont (à la Villa Sorano, propriété de la famille vinicole Bonardi), et ce jusqu'à la fin du printemps 1943. C'est dans cette ville que la société bianconera change de nom pour s'appeler la Juventus-Cisitalia, en référence à la marque d'automobile Cisitalia créée par le président de la Juve Piero Dusio, également pilote automobile,.

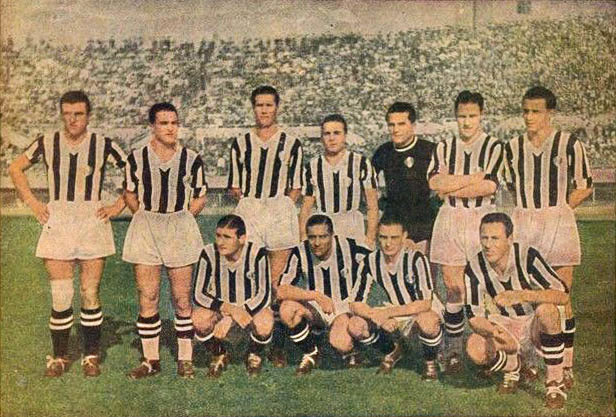
La Cisitalia au 3e rang en Serie A et éliminé au 8e-de-finale de la Coupe d'Italie.

La première rencontre de la nouvelle année 1943 voit la Vecchia Signora humilier la Fiorentina 5 buts à 2 au Stadio Benito Mussolini (grâce à des buts de Magni, Lushta (doublé), Meazza et Sentimenti III). Deux semaines après ce succès, la nouvelle Juventus-Cisitalia est battue 2-0 à Milan pour le premier match de la phase retour, puis à nouveau sur le même score lors du match retour du Derby turinois le 31 janvier, avant d'engranger ensuite deux succès consécutifs. Le plus large succès pour les bianconeri intervient lors de la 23e à la suite d'un succès à Turin 5 buts à rien (grâce aux réalisations de Locatelli, de Borel, de Sentimenti III et de Lushta sur doublé). Entre la 25e journée du 21 mars et la 27e journée du 4 avril, l'effectif bianconero remporte à nouveau une série de 3 victoires consécutives (3-0, 6-2 et 2-1), avant de finir sa saison avec deux défaites et une victoire, jouant sa dernière rencontre contre Vicence (défaite 6 buts à 2 avec Locatelli et Magni comme buteurs juventini) lors de la 30e et dernière journée, le 25 avril.
À la suite d'un mauvais début de saison finalement rattrapé, la Juventus-Cisitalia arrive finalement à accrocher la 3e place du classement final avec ses 37 points pris, pour 16 succès, 5 nuls et 9 défaites. Il s'agit là de leur meilleur place au classement depuis 5 ans, encourageante pour cette saison compliquée sur le plan extra-sportif.
En plus du championnat, la Vecchia Signora doit également au cours de cette saison défendre son titre de la Coppa Italia, débutant en 16e-de-finale le samedi 19 septembre 1942 lors d'un déplacement à Rome qui voit l'équipe turinoise s'imposer sur le large score de 6 buts à 1 contre le M.A.T.E.R. Rome, avec un but de Lushta et un quintuplé de Sentimenti III (dont 3 buts sur penalty). À la suite de ce premier succès, le club du Piémont est donc confiant quant à l'avenir de la compétition mais se fait surprendre à domicile au tour suivant sur le score de 3 buts à 2 contre la Lazio (malgré un doublé bianconero de Ventimiglia), l'aventure se terminant là pour la Juventus.
C'est sans conteste l'attaquant Vittorio Sentimenti qui domine cette saison les débats du côté de la Juve, terminant meilleur buteur du club en championnat (19 buts) ainsi qu'en coupe (5 buts).
La Vieille Dame a au cours de cette saison (la dernière officielle avant la fin de la guerre) inversée la tendance par rapport à la saison précédente, avec de meilleurs résultats en championnat, mais une nouvelle déception en coupe nationale.

## Déroulement de la saison

### Résultats en championnat
- Phase aller

| dimanche 4 octobre 1942 1re journée | Juventus           | 1 - 1 | Milan     | Stadio Benito Mussolini, Turin 15h00 Arbitre : Scorzoni |
| dimanche 4 octobre 1942 1re journée | Sentimenti III 35e |       | 60e Boffi | Stadio Benito Mussolini, Turin 15h00 Arbitre : Scorzoni |

| dimanche 11 octobre 1942 2e journée | Venise      | 1 - 1 | Juventus  | Stadio Pierluigi Penzo, Venise 15h00 Arbitre : Dattilo |
| dimanche 11 octobre 1942 2e journée | Alberti 89e |       | 38e Borel | Stadio Pierluigi Penzo, Venise 15h00 Arbitre : Dattilo |

| dimanche 18 octobre 1942 3e journée | Juventus                                | 2 - 5 | Torino                                                | Stadio Benito Mussolini, Turin 15h00 32 600 spectateurs Arbitre : Barlassina |
| dimanche 18 octobre 1942 3e journée | Bellini 79e · Sentimenti III 90e (pen.) |       | 24e Ferraris · 29e 52e Menti · 61e Loik · 82e Mazzola | Stadio Benito Mussolini, Turin 15h00 32 600 spectateurs Arbitre : Barlassina |

| dimanche 25 octobre 1942 4e journée | Liguria    | 1 - 0 | Juventus | Stadio del Littorio, Gênes 15h00 Arbitre : Fois |
| dimanche 25 octobre 1942 4e journée | Pisano 86e |       |          | Stadio del Littorio, Gênes 15h00 Arbitre : Fois |

| dimanche 1er novembre 1942 5e journée | Juventus                                                                      | 5 - 1 | Atalanta | Stadio Benito Mussolini, Turin 14h30 Arbitre : Scorzoni |
| dimanche 1er novembre 1942 5e journée | Borel 2e · Ventimiglia 24e · Locatelli 50e · Sentimenti III 57e · Bellini 70e |       | 64e Gé   | Stadio Benito Mussolini, Turin 14h30 Arbitre : Scorzoni |

| dimanche 8 novembre 1942 6e journée | Lazio                                      | 5 - 3 | Juventus                                           | Stadio Nazionale del P.N.F., Rome 14h30 Arbitre : Pizziolo |
| dimanche 8 novembre 1942 6e journée | Piola 12e 50e 63e (pen.) 64e · Flamini 48e |       | 46e (pen.) 77e (pen.) Sentimenti III · 62e Bellini | Stadio Nazionale del P.N.F., Rome 14h30 Arbitre : Pizziolo |

| dimanche 15 novembre 1942 7e journée | Juventus                                   | 3 - 1 | Bologne       | Stadio Benito Mussolini, Turin 14h30 Arbitre : Dattilo |
| dimanche 15 novembre 1942 7e journée | Lushta 2e · Sentimenti III 8e · Meazza 39e |       | 82e Reguzzoni | Stadio Benito Mussolini, Turin 14h30 Arbitre : Dattilo |

| dimanche 22 novembre 1942 8e journée | Bari                 | 2 - 3 | Juventus                                           | Stadio della Vittoria, Bari 14h30 Arbitre : Scorzoni |
| dimanche 22 novembre 1942 8e journée | Di Benedetti 14e 60e |       | 23e Sentimenti III · 27e (csc) Mancini · 80e Borel | Stadio della Vittoria, Bari 14h30 Arbitre : Scorzoni |

| dimanche 29 novembre 1942 9e journée | Juventus                                                       | 4 - 2 | Ambrosiana-Inter                             | Stadio Benito Mussolini, Turin 14h30 Arbitre : Galeati |
| dimanche 29 novembre 1942 9e journée | Sentimenti III 16e · Meazza 39e · Lushta 63e · Ventimiglia 90e |       | 80e (pen.) Campatelli · 84e Giuseppe Baldini | Stadio Benito Mussolini, Turin 14h30 Arbitre : Galeati |

| dimanche 6 décembre 1942 10e journée | Livourne | 0 - 3                                            | Juventus | Stadio Edda Ciano Mussolini, Livourne 14h30 12 000 spectateurs Arbitre : Zelocchi |
| dimanche 6 décembre 1942 10e journée |          | 1re Borel · 25e Ventimiglia · 36e Sentimenti III |          | Stadio Edda Ciano Mussolini, Livourne 14h30 12 000 spectateurs Arbitre : Zelocchi |

| dimanche 13 décembre 1942 11e journée | Triestina    | 1 - 1 | Juventus           | Stadio Littorio, Trieste 14h30 Arbitre : Scorzoni |
| dimanche 13 décembre 1942 11e journée | Tosolini 66e |       | 55e Sentimenti III | Stadio Littorio, Trieste 14h30 Arbitre : Scorzoni |

| dimanche 20 décembre 1942 12e journée | Juventus                                | 3 - 2 | Genova                  | Stadio Benito Mussolini, Turin 14h30 Arbitre : Zelocchi |
| dimanche 20 décembre 1942 12e journée | Depetrini 26e · Meazza 55e · Lushta 78e |       | 29e 77e (pen.) Trevisan | Stadio Benito Mussolini, Turin 14h30 Arbitre : Zelocchi |

| dimanche 27 décembre 1942 13e journée | Roma           | 1 - 2 | Juventus               | Stadio Nazionale del P.N.F., Rome 14h30 Arbitre : Galeati |
| dimanche 27 décembre 1942 13e journée | Cappellini 89e |       | 32e Magni · 55e Meazza | Stadio Nazionale del P.N.F., Rome 14h30 Arbitre : Galeati |

| dimanche 3 janvier 1943 14e journée | Juventus                                                     | 5 - 2 | Fiorentina        | Stadio Benito Mussolini, Turin 14h30 Arbitre : Barlassina |
| dimanche 3 janvier 1943 14e journée | Magni 30e · Lushta 61e 70e · Meazza 68e · Sentimenti III 84e |       | 19e 41e Michelini | Stadio Benito Mussolini, Turin 14h30 Arbitre : Barlassina |

| dimanche 10 janvier 1943 15e journée | Vicence | 0 - 0 | Juventus | Campo Sportivo del Littorio, Vicence 14h30 Arbitre : Zelocchi |
| dimanche 10 janvier 1943 15e journée |         |       |          | Campo Sportivo del Littorio, Vicence 14h30 Arbitre : Zelocchi |

- Phase retour

| dimanche 17 janvier 1943 16e journée | Milan                        | 2 - 0 | Juventus | Stadio San Siro, Milan 14h30 Arbitre : Dattilo |
| dimanche 17 janvier 1943 16e journée | Rosellini 43e · Corbelli 18e |       |          | Stadio San Siro, Milan 14h30 Arbitre : Dattilo |

| dimanche 24 janvier 1943 17e journée | Juventus                                             | 5 - 2 | Venise                        | Stadio Benito Mussolini, Turin 14h30 Arbitre : Donati |
| dimanche 24 janvier 1943 17e journée | Sentimenti III 39e 76e · Lushta 40e · Meazza 48e 60e |       | 18e (pen.) 87e (pen.) Alberti | Stadio Benito Mussolini, Turin 14h30 Arbitre : Donati |

| dimanche 31 janvier 1943 18e journée | Torino                        | 2 - 0 | Juventus | Stadio Filadelfia, Turin 14h30 18 000 spectateurs Arbitre : Dattilo |
| dimanche 31 janvier 1943 18e journée | Piacentini 25e · Ferraris 40e |       |          | Stadio Filadelfia, Turin 14h30 18 000 spectateurs Arbitre : Dattilo |

| dimanche 7 février 1943 19e journée | Juventus                               | 4 - 1 | Liguria          | Stadio Benito Mussolini, Turin 15h00 Arbitre : Bellé |
| dimanche 7 février 1943 19e journée | Lushta 9e 24e · Sentimenti III 30e 82e |       | 45e (pen.) Tabor | Stadio Benito Mussolini, Turin 15h00 Arbitre : Bellé |

| dimanche 14 février 1943 20e journée | Atalanta | 0 - 2                          | Juventus | Stadio Mario Brumana, Bergame 15h00 Arbitre : Scorzoni |
| dimanche 14 février 1943 20e journée |          | 26e Meazza · 70e (csc) Lamanna |          | Stadio Mario Brumana, Bergame 15h00 Arbitre : Scorzoni |

| dimanche 21 février 1943 21e journée | Juventus                        | 2 - 4 | Lazio                                                 | Stadio Benito Mussolini, Turin 15h00 Arbitre : Curradi |
| dimanche 21 février 1943 21e journée | Lushta 77e · Sentimenti III 81e |       | 16e Pisa · 23e Piola · 63e Puccinelli · 71e Gualtieri | Stadio Benito Mussolini, Turin 15h00 Arbitre : Curradi |

| dimanche 28 février 1943 22e journée | Bologne                     | 2 - 2 | Juventus                        | Stadio Littoriale, Bologne 15h00 Arbitre : Barlassina |
| dimanche 28 février 1943 22e journée | Reguzzoni 74e · Matošić 82e |       | 14e Lushta · 59e Sentimenti III | Stadio Littoriale, Bologne 15h00 Arbitre : Barlassina |

| dimanche 7 mars 1943 23e journée | Juventus                                                      | 5 - 0 | Bari | Stadio Benito Mussolini, Turin 15h00 Arbitre : Fois |
| dimanche 7 mars 1943 23e journée | Locatelli 6e · Borel 9e · Sentimenti III 14e · Lushta 23e 39e |       |      | Stadio Benito Mussolini, Turin 15h00 Arbitre : Fois |

| dimanche 14 mars 1943 24e journée | Ambrosiana-Inter               | 3 - 1 | Juventus   | Stadio San Siro, Milan 15h00 Arbitre : Scarpi |
| dimanche 14 mars 1943 24e journée | Gaddoni 75e 90e · Candiani 82e |       | 53e Meazza | Stadio San Siro, Milan 15h00 Arbitre : Scarpi |

| dimanche 21 mars 1943 25e journée | Juventus           | 3 - 0 | Livourne | Stadio Benito Mussolini, Turin 15h30 20 000 spectateurs Arbitre : Scorzoni |
| dimanche 21 mars 1943 25e journée | Lushta 22e 60e 65e |       |          | Stadio Benito Mussolini, Turin 15h30 20 000 spectateurs Arbitre : Scorzoni |

| dimanche 28 mars 1943 26e journée | Juventus                                       | 6 - 2 | Triestina       | Stadio Benito Mussolini, Turin 15h30 Arbitre : Bianchi |
| dimanche 28 mars 1943 26e journée | Magni 12e 17e 79e 85e · Lushta 56e · Borel 89e |       | 46e 72e Cergoli | Stadio Benito Mussolini, Turin 15h30 Arbitre : Bianchi |

| dimanche 4 avril 1943 27e journée | Genova     | 1 - 2 | Juventus                       | Stade Luigi-Ferraris, Gênes 15h30 Arbitre : Scorzoni |
| dimanche 4 avril 1943 27e journée | Sotgiu 68e |       | 15e Sentimenti III · 89e Borel | Stade Luigi-Ferraris, Gênes 15h30 Arbitre : Scorzoni |

| dimanche 11 avril 1943 28e journée | Juventus  | 1 - 2 | Roma                   | Stadio Benito Mussolini, Turin 15h30 Arbitre : Scotto |
| dimanche 11 avril 1943 28e journée | Magni 62e |       | 3e Amadei · 30e Coscia | Stadio Benito Mussolini, Turin 15h30 Arbitre : Scotto |

| dimanche 18 avril 1943 29e journée | Fiorentina            | 3 - 4 | Juventus                                | Stadio Giovanni Berta, Florence 15h30 Arbitre : Zelocchi |
| dimanche 18 avril 1943 29e journée | Bui 33e · Gei 46e 23e |       | 32e 83e Magni · 59e Meazza · 78e Lushta | Stadio Giovanni Berta, Florence 15h30 Arbitre : Zelocchi |

| dimanche 25 avril 1943 30e journée | Juventus                  | 2 - 6 | Vicence                                                  | Stadio Benito Mussolini, Turin 15h30 Arbitre : Fois |
| dimanche 25 avril 1943 30e journée | Locatelli 17e · Magni 40e |       | 15e 29e Quaresima · 49e Colaussi · 74e 80e 88e Marchetti | Stadio Benito Mussolini, Turin 15h30 Arbitre : Fois |

#### Classement
|  |    | Classement final 1942-1943 | Pts | MJ | V  | N | D | BP | BC | Dif |
|  | -- | -------------------------- | --- | -- | -- | - | - | -- | -- | --- |
|  | 1. | Torino                     | 44  | 30 | 20 | 4 | 6 | 68 | 31 | +37 |
|  | 2. | Livourne                   | 43  | 30 | 18 | 7 | 5 | 52 | 34 | +18 |
|  | 3. | Juventus                   | 37  | 30 | 16 | 5 | 9 | 75 | 55 | +20 |

### Résultats en coupe
- 16e-de-finale

| samedi 19 septembre 1942 | M.A.T.E.R. Rome  | 1 - 6 | Juventus                                                             | Rome 15h30 Arbitre : Gamba |
| samedi 19 septembre 1942 | Preti 43e (pen.) |       | 23e Lushta · 55e (pen.) 60e (pen.) 69e (pen.) 88e 89e Sentimenti III | Rome 15h30 Arbitre : Gamba |

- 8e-de-finale

| dimanche 27 septembre 1941 | Juventus            | 2 - 3 | Lazio                             | Stadio Benito Mussolini, Turin 15h30 Arbitre : Galeati |
| dimanche 27 septembre 1941 | Ventimiglia 10e 50e |       | 35e Pisa · 58e Boriçi · 63e König | Stadio Benito Mussolini, Turin 15h30 Arbitre : Galeati |

### Matchs amicaux
| dimanche 30 août 1942 | Juventus         | 6 - 1 | Sanremese      |  |
| dimanche 30 août 1942 | Buteurs inconnus |       | Buteur inconnu |  |

| dimanche 6 septembre 1942 | Alexandrie       | 2 - 3 | Juventus       |  |
| dimanche 6 septembre 1942 | Buteurs inconnus |       | Buteur inconnu |  |

| dimanche 13 septembre 1942 | Juventus         | 3 - 2 | Liguria        |  |
| dimanche 13 septembre 1942 | Buteurs inconnus |       | Buteur inconnu |  |

| mercredi 21 octobre 1942 | Juventus         | 8 - 0 | Settimo Torinese |  |
| mercredi 21 octobre 1942 | Buteurs inconnus |       |                  |  |

| mercredi 4 novembre 1942 | Juventus         | 9 - 0 | Savigliano |  |
| mercredi 4 novembre 1942 | Buteurs inconnus |       |            |  |

| mardi 8 décembre 1942 | Albese           | score inconnu | Juventus |  |
| mardi 8 décembre 1942 | Buteurs inconnus |               |          |  |

| mercredi 30 décembre 1942 | Juventus         | 8 - 3 | Artillerie allemande |  |
| mercredi 30 décembre 1942 | Buteurs inconnus |       | Buteurs inconnus     |  |

| mercredi 6 janvier 1943 | Coni | 0 - 0 | Juventus |  |
| mercredi 6 janvier 1943 |      |       |          |  |

| jeudi 25 janvier 1943 | Juventus et Cinzano | score inconnu | Juventus |  |
| jeudi 25 janvier 1943 |                     |               |          |  |

| jeudi 15 avril 1943 | Massese | score inconnu | Juventus |  |
| jeudi 15 avril 1943 |         |               |          |  |

| dimanche 9 mai 1943 | Inter                         | 3 - 2 | Juventus                        | Milan Arbitre : Neroni |
| dimanche 9 mai 1943 | Gaddoni 1re · Rebuzzi 66e 81e |       | 44e Lushta · 58e Sentimenti III | Milan Arbitre : Neroni |

| dimanche 16 mai 1943 | Livourne         | 5 - 5 | Juventus         |  |
| dimanche 16 mai 1943 | Buteurs inconnus |       | Buteurs inconnus |  |

| jeudi 3 juin 1943 | Acqui          | 1 - 5 | Juventus         |  |
| jeudi 3 juin 1943 | Buteur inconnu |       | Buteurs inconnus |  |

| dimanche 6 juin 1943 | Gruppo Aziendale Bosca | 2 - 5 | Juventus         |  |
| dimanche 6 juin 1943 | Buteurs inconnus       |       | Buteurs inconnus |  |

| dimanche 20 juin 1943 | Novare           | 2 - 2 | Juventus         |  |
| dimanche 20 juin 1943 | Buteurs inconnus |       | Buteurs inconnus |  |

| dimanche 5 décembre 1943 | Novare IGDA    | 1 - 5 | Juventus         |  |
| dimanche 5 décembre 1943 | Buteur inconnu |       | Buteurs inconnus |  |

| jeudi 9 décembre 1943 | Pro Vercelli     | 2 - 6 | Juventus         |  |
| jeudi 9 décembre 1943 | Buteurs inconnus |       | Buteurs inconnus |  |

| dimanche 12 décembre 1943 | Liguria | 0 - 1          | Juventus |  |
| dimanche 12 décembre 1943 |         | Buteur inconnu |          |  |

| dimanche 19 décembre 1943 | Juventus         | 4 - 2 | Liguria          |  |
| dimanche 19 décembre 1943 | Buteurs inconnus |       | Buteurs inconnus |  |

| dimanche 26 décembre 1943 | Juventus         | 2 - 3 | Milan            |  |
| dimanche 26 décembre 1943 | Buteurs inconnus |       | Buteurs inconnus |  |

## Effectif du club
Effectif des joueurs de la Juventus-Cisitalia lors de la saison 1942-1943.

## Buteurs
Voici ici les buteurs de la Juventus-Cisitalia toutes compétitions confondues.
| 24 buts - Vittorio Sentimenti 18 buts - Riza Lushta 10 buts - Pietro Magni - Giuseppe Meazza | 7 buts - Felice Borel 5 buts - Mario Ventimiglia 3 buts - Savino Bellini - Ugo Locatelli 1 but - Teobaldo Depetrini |